# Міленіумський хрест
Міленіумський хрест (мак. Милениумски крст) — великий хрест, який встановлений на піку Крстовар на горі Водно безпосередньо над містом Скоп'є. Він був побудований в 2002 році та має 66 м заввишки. Його архітектори Йован Стефановський-Жан і Олівер Петровський. Він був побудований на честь двох тисяч років християнства в Македонії і приходу нового тисячоліття.

## Будівництво
Будівництво хреста розпочалося в 2002 році і фінансувалося Македонською Православною Церквою, македонським урядом та донорами з Македонії і македонцями зі всього світу. Хрест був побудований на найвищій точці гори Водно Крстовар, що означає місце хреста, тому що в минулому тут був менший хрест. 8 вересня 2008, на день незалежності Північної Македонії, всередині хреста відкрито ліфт.